# Ск'ерн
Річка Ск'єрн (дан. Skjern Å) — найбільша річка Данії за обсягом. Річка бере свій початок у Тіннет-Крат у центральній Ютландії, дуже близько до найдовшої річки Данії, Гудено. Він дренує приблизно одну десяту території Данії і впадає у фіорд Рінгкебінг — лагуну та колишню затоку Північного моря. Річку названо від міста Ск'єрн, що лежить у її дельті (єдина дельта річки у країні) у фіорді Рінгкебінг. На стадії паводка він може скидати до 200 м³/с води.

## Новітня історія
У 1960-х роках уряд Данії почав вирівнювати русло й осушувати великі водно-болотні угіддя, які утворилися навколо гирла річки, щоб запобігти частим повеням і забезпечити інтенсивне землеробство в регіоні. Однак цей план зірвався. Без частого випадання осаду, що утворюється внаслідок повеней, для підтримки продуктивного сільського господарства потрібні були дедалі більші кількості хімічних добрив і поживних речовин, а річка не могла забезпечувати зволоження заболоченій території, замуленій у багатьох місцях. Крім того, земля почала опускатися, коли вода висихала, й не поповнювалася свіжим осадом. Повільне осідання землі зробило дренажну інфраструктуру дедалі менш ефективною.
До 1987 року уряд вирішив виконати програму рекультивації земель, щоб повернути річку до більш природного стану. Хоча план не затвердили до 1997 року, до 2002 року роботу в основному закінчили. Значна частина річки й водно-болотних угідь стала територією під охороною. Тут мешкають декілька різноманітних видів диких тварин і риб, зокрема видри, атлантичний лосось і різноманітні прибережні птахи. Туризм і традиційне випасання худоби замінили інтенсивне сільське господарство як основне економічне використання землі.
Відновлену річку Ск'єрн і навколишню дельту мали включити до національного парку Ск'єрн Е, що охоплює територію понад 248 гектарів, але проєкт створення національного парку загальмувався з 2012 року. Водночас розпочатий процес уже просунувся до рівня створення пішохідних доріжок та об'єктів для відвідувачів, і 21 вересня 2014 року дві місцеві групи громадян з дев'яти міст і сіл неофіційно відкрили Національний парк Ск'єрн.